# C1orf115
C1orf115 (англ. Chromosome 1 open reading frame 115) – білок, який кодується однойменним геном, розташованим у людей на 1-й хромосомі. Довжина поліпептидного ланцюга білка становить 142 амінокислот, а молекулярна маса — 15 517.
| 10         |  | 20         |  | 30         |  | 40         |  | 50         |
| ---------- |  | ---------- |  | ---------- |  | ---------- |  | ---------- |
| MTVGARLRSK |  | AESSLLRRGP |  | RGRGRTEGDE |  | EAAAILEHLE |  | YADEAEAAAE |
| SGTSAADERG |  | PGTRGARRVH |  | FALLPERYEP |  | LEEPAPSEQP |  | RKRYRRKLKK |
| YGKNVGKVII |  | KGCRYVVIGL |  | QGFAAAYSAP |  | FAVATSVVSF |  | VR         |

A: Аланін

C: Цистеїн

D: Аспарагінова кислота

E: Глутамінова кислота

F: Фенілаланін

G: Гліцин

H: Гістидин

I: Ізолейцин

K: Лізин

L: Лейцин

M: Метіонін

N: Аспарагін

P: Пролін

Q: Глутамін

R: Аргінін

S: Серин

T: Треонін

V: Валін

Локалізований у мембрані.